# Ivana Uhlířová
Ivana Uhlířová (* 23. července 1980 Rýmařov) je česká divadelní, filmová a televizní herečka.
Středoškolské studium absolvovala na ostravské Janáčkově konzervatoři. Poté působila 2 roky v Divadle Petra Bezruče v Ostravě. Následovalo angažmá v divadle v Karlových Varech, které trvalo dva a půl roku. Kvůli nespokojenosti se zaměřením karlovarského divadla jej opustila a tři až čtyři roky se živila jednoduchými nekvalifikovanými zaměstnáními.
Poté se jí podařilo prosadit se v několika profesionálních divadlech v Praze i v Brně. Nejvýznamnější bylo působení v Divadle Komedie. V současné době působí ve Studiu Hrdinů (Veletržní palác) a dokonce hostovala ve Vídni, v Mnichově, Brémách, ale i ve švýcarském Zürichu.
Dvakrát získala Cenu Alfréda Radoka, poprvé jako Talent roku 2006 a o čtyři roky později (Ženský herecký výkon roku 2010) za roli Alžběty v inscenaci Víra, láska, naděje.

## Dílo

### Rozhlasové role
- 2016 Tennessee Williams: Skleněný zvěřinec, Český rozhlas, Laura
- 2019 David Greig: Vzdálené ostrovy, Český rozhlas, překlad David Drozd. Rozhlasová úprava a dramaturgie Martin Velíšek. Hudba Jan Šikl. Režie Petr Mančal. Osoby a obsazení: Kirk - majitel ostrova (Jan Vlasák), Kirkova neteř (Ivana Uhlířová), John - přírodovědec (Marek Holý) a Robert - přírodovědec (Jiří Racek) a (Rostislav Novák).[1]
- 2020 Anton Pavlovič Čechov: Višňový sad, Duňaša